# (557) Виолетта
(557) Виолетта (итал. Violetta) — астероид главного пояса, который был открыт 26 января 1905 года немецким астрономом Максом Вольфом в обсерватории Хайдельберг и назван в честь персонажа оперы Травиата итальянского композитора Джузеппе Верди.

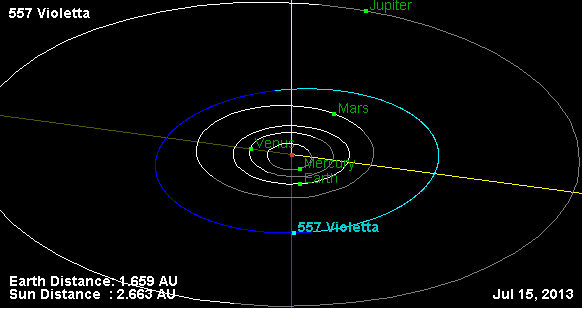
Орбита астероида Виолетта и его положение в Солнечной системе

Фотометрические наблюдения, проведённые в 2008 году в обсерватории Organ Mesa в Лас-Крусесе, позволили получить кривые блеска этого тела, из которых следовало, что период вращения астероида вокруг своей оси равняется 5,0887 ± 0,0001  часам, с изменением блеска по мере вращения 0,25 ± 0,03 m.